# Cavità articolare
La cavità articolare è una sottile fessura presente nelle diartrosi, delimitata dalle superfici articolari e dalla capsula articolare.
È piena di un liquido interstiziale, detto sinovia, che ha la funzione di nutrire la cartilagine articolare (in quanto priva di pericondrio) e la funzione di evitare del pericoloso attrito tra le superfici articolari.
Se le superfici articolari non sono perfettamente sovrapponibili, all'interno della cavità vi sono dei dispositivi formati da cartilagine fibrosa, come menischi o dischi, che ovviano a ciò, raccordando e rendendo perfettamente congruenti le estremità ossee.
| Controllo di autorità | Thesaurus BNCF 40732 |